# NGC 3552
NGC 3552は、おおぐま座の方角にあるレンズ状銀河である。1785年4月にウィリアム・ハーシェルによって発見された。